# Christoph Rasche
Christoph Rasche (* 1965 in Münster) ist ein deutscher Sportökonom.

## Leben
Nach dem Abitur in Minden und dem Grundwehrdienst studierte er Sportökonomie an der Universität Bayreuth. Als wissenschaftlicher Mitarbeiter und Assistent promovierte er bei Heymo Böhler in Bayreuth. Dort habilitierte er sich im Bereich des strategischen Managements. Seit 2001 ist er Inhaber des Lehrstuhls für Management, Sportökonomie & Professional Services an der Universität Potsdam.

## Schriften (Auswahl)
- Wettbewerbsvorteile durch Kernkompetenzen. Ein ressourcenorientierter Ansatz. Wiesbaden 1994, ISBN 3-8244-6018-1.
- Multifokales Management. Strategien und Unternehmenskonzepte für den pluralistischen Wettbewerb. Wiesbaden 2002, ISBN 3-8244-7567-7.
- mit Stephan A. Rehder: Internationales Management. Stuttgart 2017, ISBN 3-17-033399-2.
- mit Stephan A. Rehder: Change Management. Stuttgart 2018, ISBN 3-17-034118-9.